# Verwaltungsgemeinschaft Höchstadt an der Aisch
In der Verwaltungsgemeinschaft Höchstadt an der Aisch im mittelfränkischen Landkreis Erlangen-Höchstadt haben sich folgende Gemeinden zur Erledigung ihrer Verwaltungsgeschäfte zusammengeschlossen:
1. Gremsdorf, 1617 Einwohner, 12,96 km²
2. Lonnerstadt, Markt, 2043 Einwohner, 22,71 km²
3. Mühlhausen, Markt, 1799 Einwohner, 16,60 km²
4. Vestenbergsgreuth, Markt, 1606 Einwohner, 31,84 km²

Sitz, jedoch nicht Mitglied der Verwaltungsgemeinschaft, ist die Stadt Höchstadt an der Aisch.
Die Mitgliedsgemeinden sind kommunalpolitisch selbständige Gemeinden, die über die sie betreffenden Angelegenheiten in eigener Verantwortung entscheiden und die Umsetzung der Maßnahmen auf Weisung ihrer jeweiligen Bürgermeister von der Verwaltungsgemeinschaft (VG) vornehmen lassen. Die VG ist somit eine von den Teilgemeinden gemeinsam genutzte Behörde.
Bis zum 31. Dezember 2007 gehörte auch noch Wachenroth zur Verwaltungsgemeinschaft; die Entlassung erfolgte gemäß Beschluss des Bayerischen Landtages vom 15. November 2007. Seither verwaltet sich Wachenroth wieder selbst im eigenen Rathaus.